# Gatufest

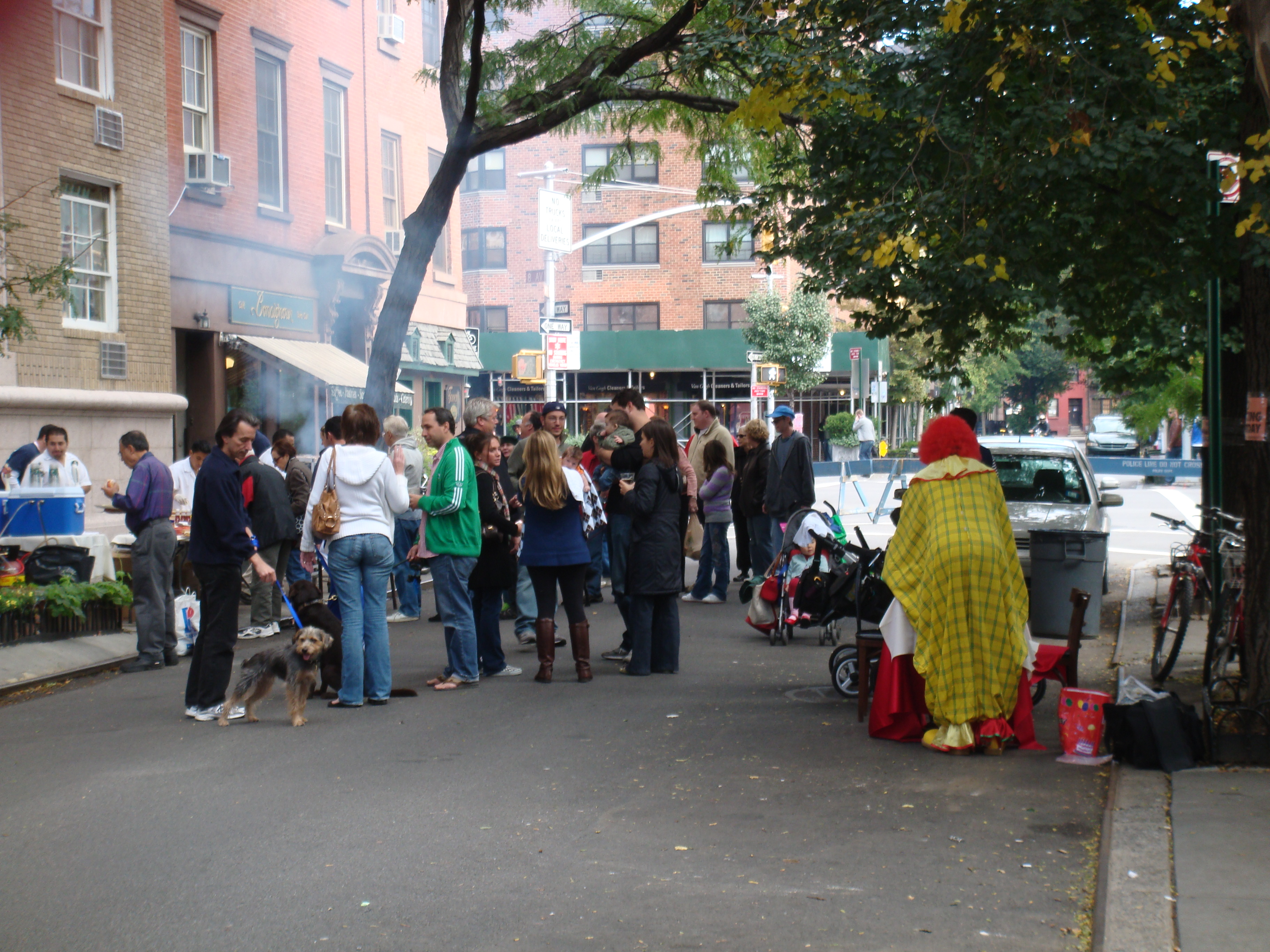
Gatufest på Manhattan.

Gatufest är en fest arrangerad på offentlig plats. Det kan handla om stora fester där en eller flera gator har spärrats av för fordonstrafik, till exempel då en kommun firar ett jubileum, en sportförening firar en seger eller en berömd person kommer på besök. Termen används emellertid också som eufemism av politiska aktivister som utan myndigheternas tillstånd anordnar mer eller mindre våldsamma manifestationer på offentlig plats.